# Libralces
Libralces es un género extinto de ciervos eurasiáticos que vivió durante la época Plioceno. Su principal característica son sus astas de más de 2 metros de ancho, de tamaño comparable a las de Megaloceros. Se han encontrado fósiles de Libralces desde Francia hasta Tayikistán. con los ejemplos más conocidos como el francés L. gallicus. Según el paleontólogo español Jordi Agustí, Libralces habría sido antepasado de Megaloceros, aunque la mayoría de las autoridades lo consideran un pariente de Alces.
En el Pleistoceno, había tres géneros de ciervos tipo alce holártico: Cervalces, Alces y Libralces. A diferencia de los alces modernos, Libralces gallicus tenía astas de vigas muy pequeñas, palmas pequeñas y un cráneo generalizado con nasales moderadamente reducidas; los Cervalces neárticos tenían nasales más largos y astas más complejas que los Libralces. En 1953, el paleontólogo italiano Augusto Azzaroli añadió Alces latiforns a Libralces, pero esta posición ha sido cuestionada.

## Galería

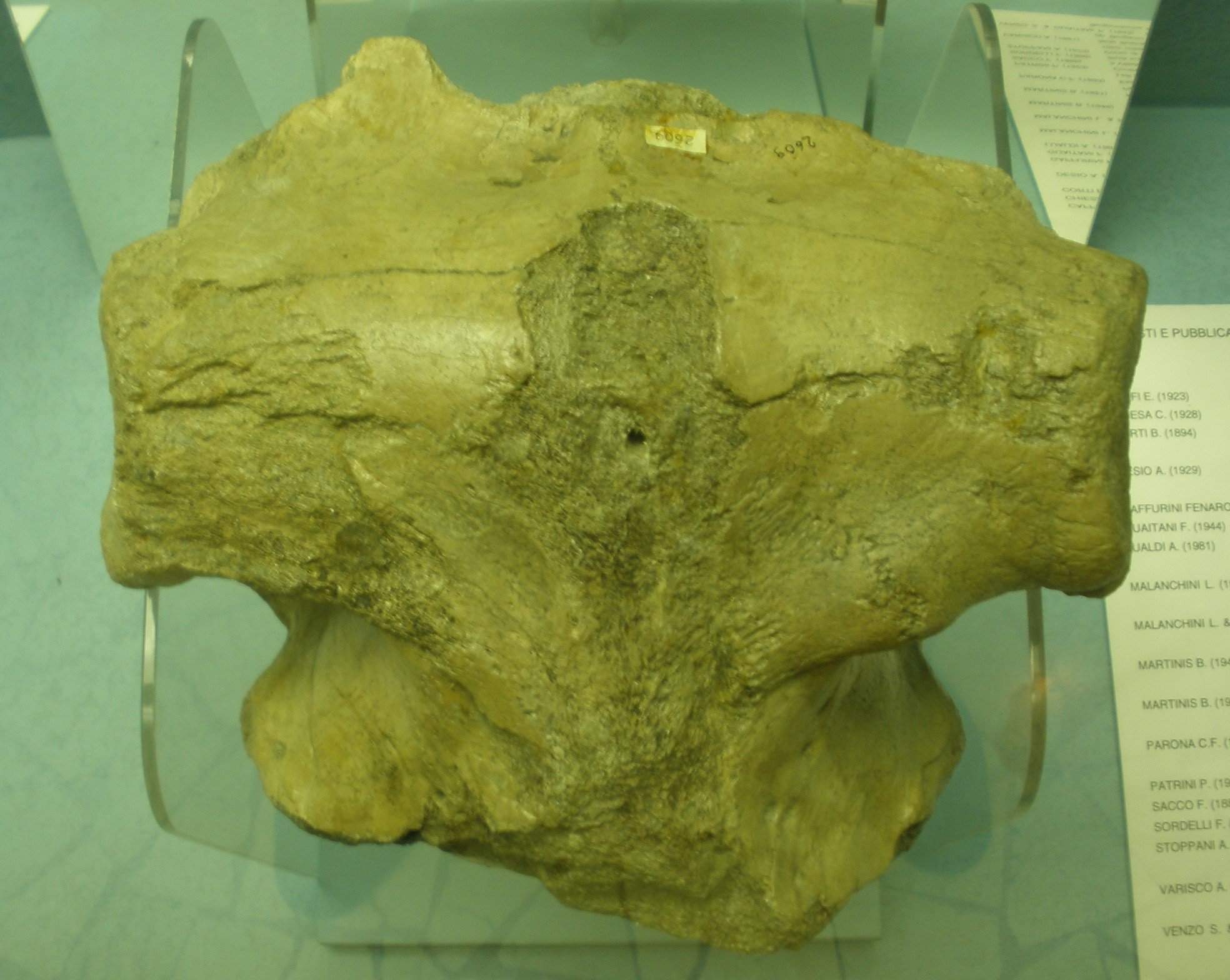
Fragmento de cráneo de Libralces latifrons.
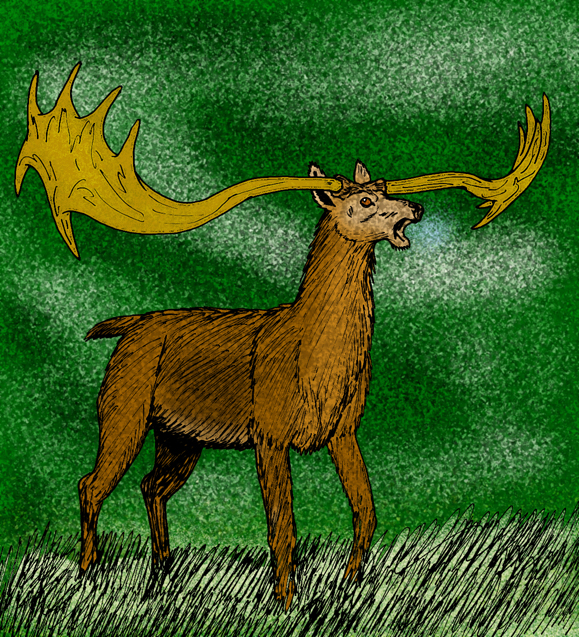
Recreación de Libralces gallicus.